# Pierre Dupasquier
Pour les articles homonymes, voir Dupasquier.
Pierre Dupasquier, né le 27 juillet 1937, est un ingénieur français. Diplômé de l'école d'ingénieurs ECAM, il a été à la tête du département compétition de Michelin. 
Il a reçu la légion d'honneur en décembre 2006 pour ses services rendus au monde automobile français.
De 2012 à 2016, il fut président du Hockey Clermont Communauté Auvergne, club de division 2 de hockey sur glace.

## Distinctions
- Chevalier de la Légion d'honneur (2006).